# کارکس رینلدسی
کارکس رینلدسی (نام علمی: Carex raynoldsii) نام یک گونه از سرده جگن است.